# لوك كامبل
لوك كامبل (بالإنجليزية: Luke Campbell)‏ (8 نوفمبر 1979 بملبورن في أستراليا - ) هو لاعب كرة طائرة أسترالي في مركز وسط ‏. شارك في الألعاب الأولمبية الصيفية 2004.

## وصلات خارجية
- لوك كامبل على موقع أوليمبيديا (الإنجليزية)
- لوك كامبل على موقع اللجنة الأولمبية الأسترالية (الإنجليزية)